# Bugatti Type 15
Pour les articles homonymes, voir Bugatti (homonymie) et 15 (homonymie).
La Bugatti Type 15 est une première voiture de série du constructeur automobile Bugatti, variante routière (avec la Bugatti Type 17) des Bugatti Type 13, conçue par Ettore Bugatti entre 1910 et 1914.

## Historique
Ettore Bugatti fonde sa marque Bugatti et son usine Bugatti de Molsheim en 1909 pour industrialiser ses premières voitures de sport de séries, déclinées de son premier prototype Bugatti Type 10.

Quelques modèles
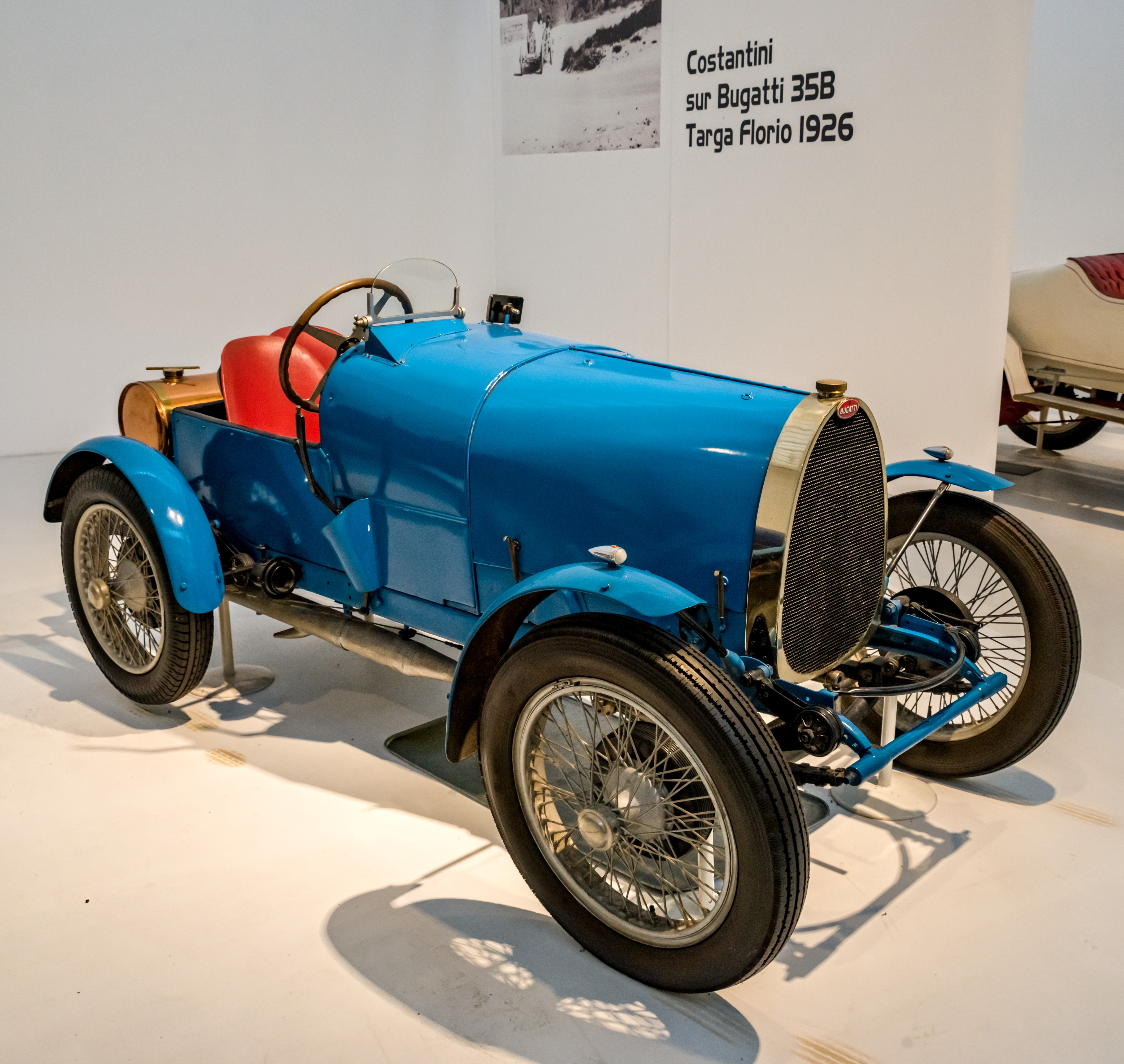
Bugatti Type 13
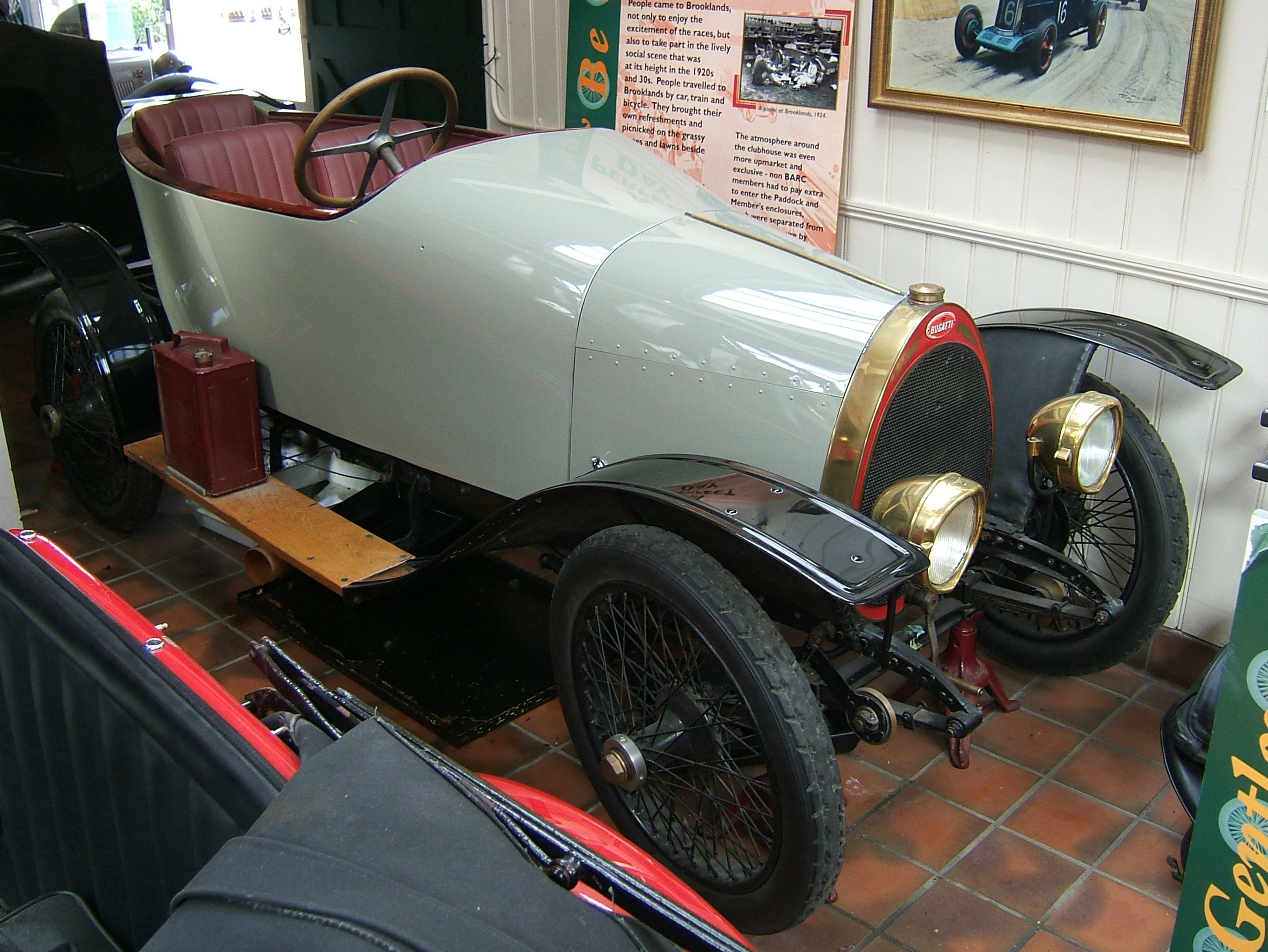
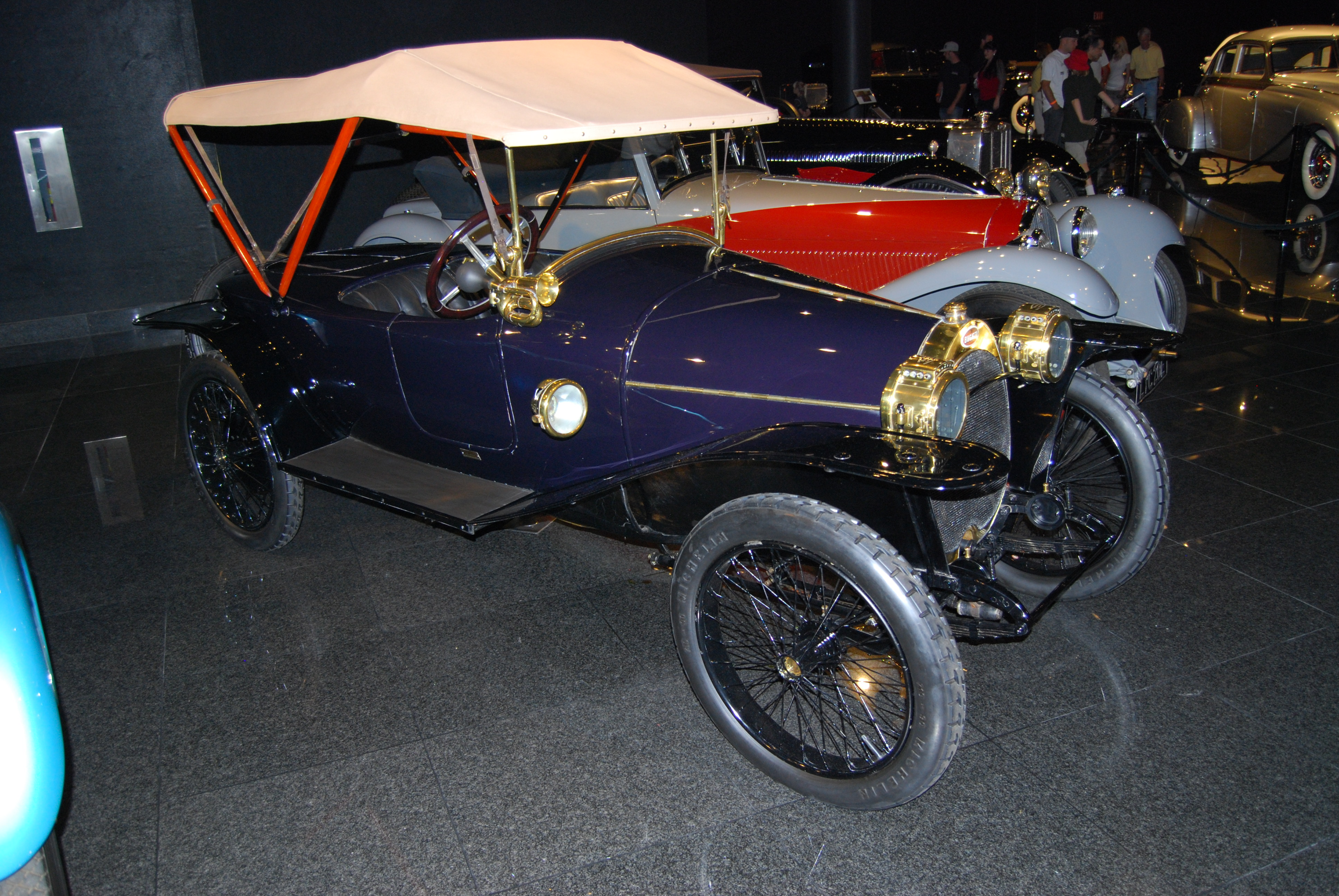

Il remporte un vif succès lors de son premier salon de l'automobile de Paris 1910, en présentant ses premiers modèles de série Bugatti Type 13 (victorieuses de nombreuses compétitions) et ses variantes routières Bugatti Type 15 et Bugatti Type 17.

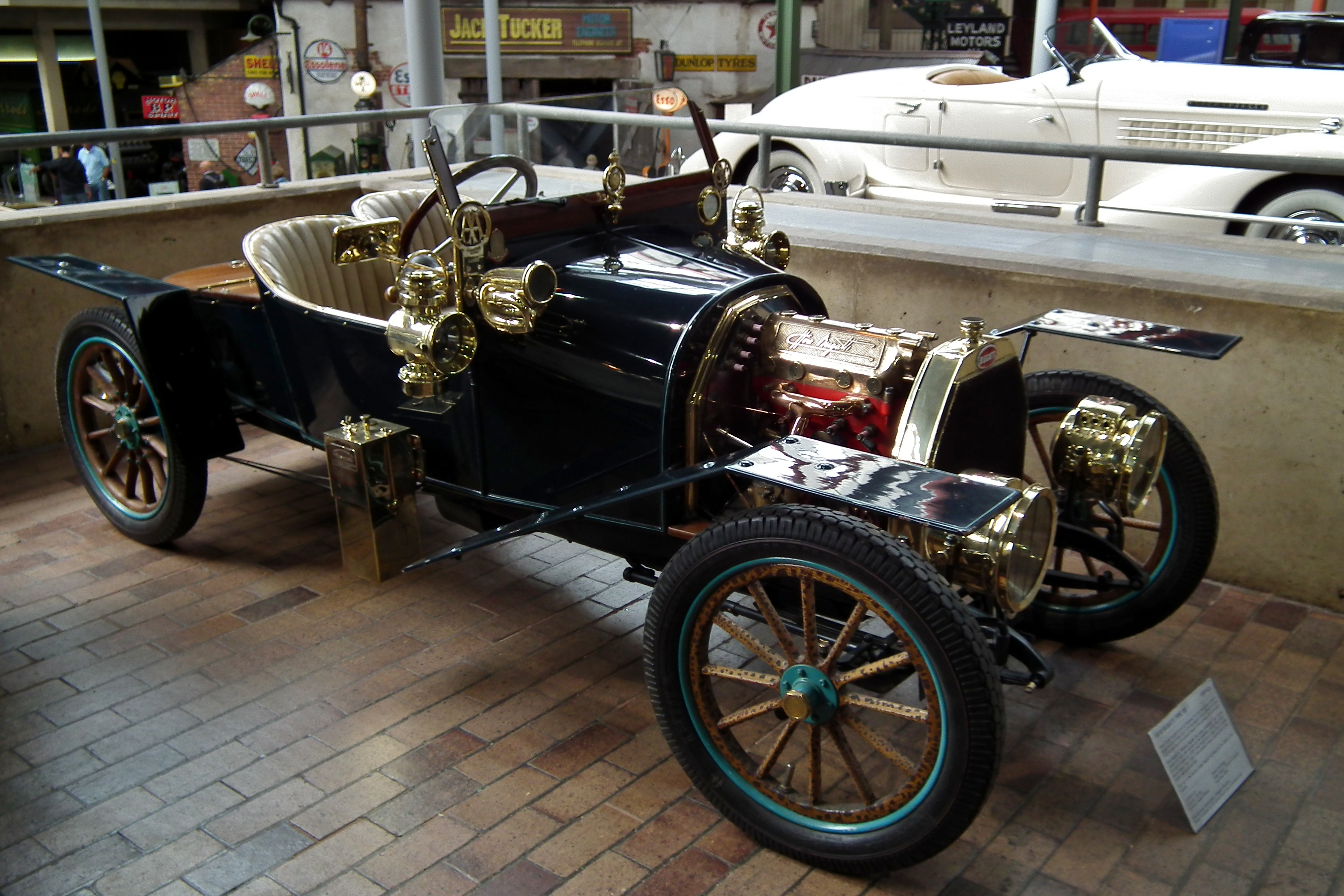
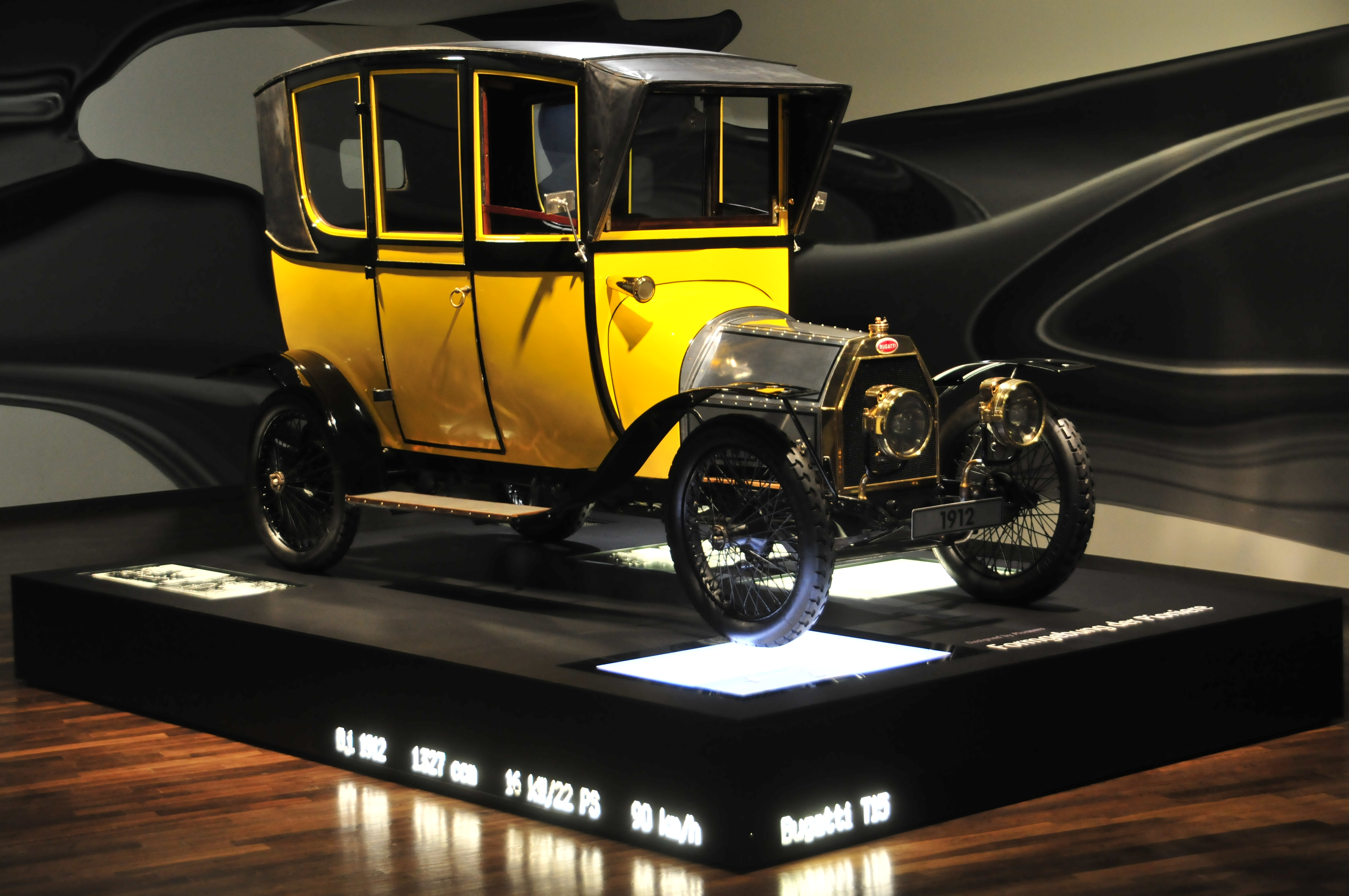
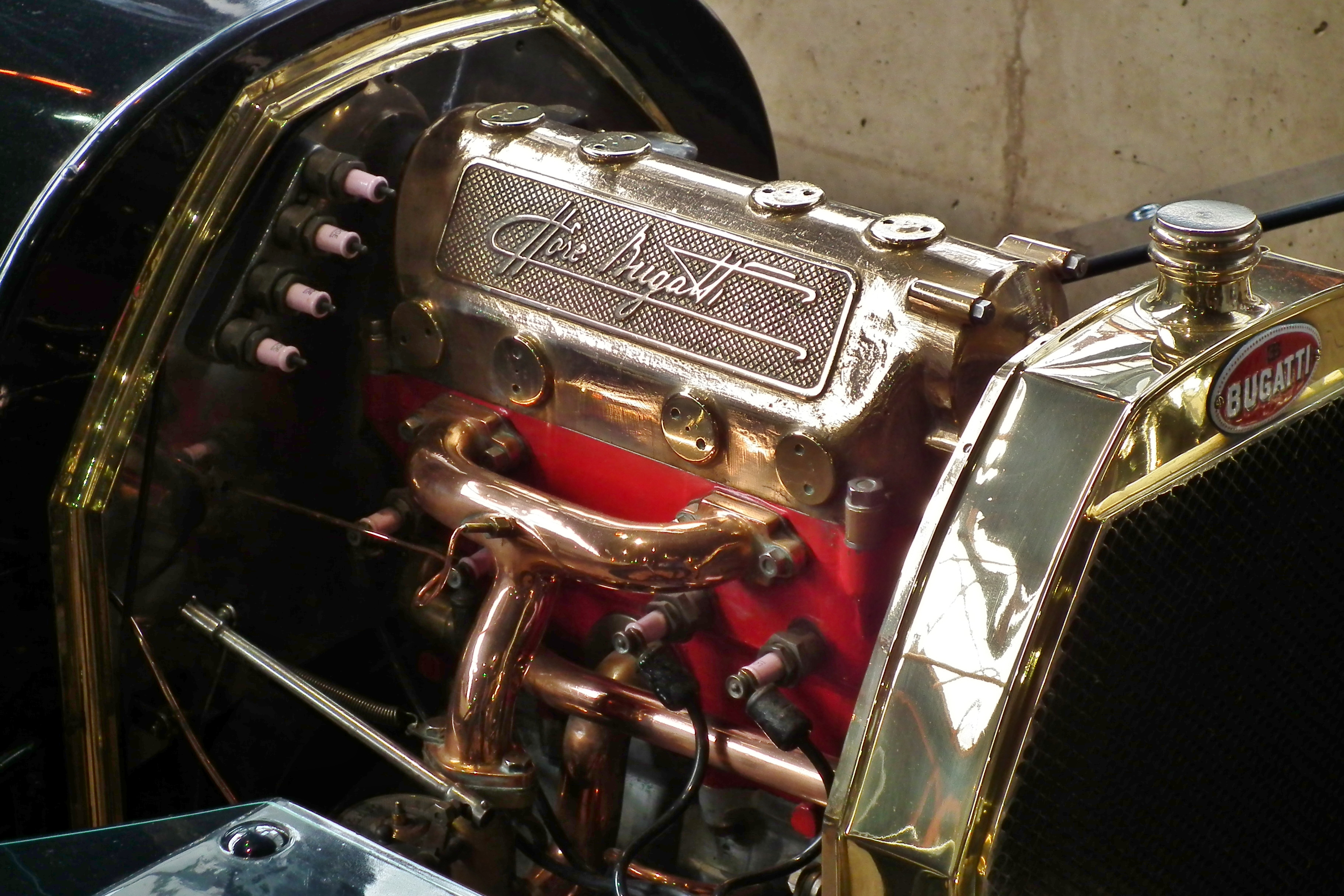

Cette Bugatti Type 15 reprend le châssis-moteur 4 cylindres en ligne ACT 8 soupapes des Bugatti Type 13, avec un empattement châssis élargi à 2400 mm (et une longueur allongée de 3350 mm pour la Bugatti Type 17) pour y adapter de nombreuses variantes de carrosseries routières torpédo, berline, ou limousine, avec des caractéristiques techniques Bugatti avancées pour l'époque de haute qualité de finition, de fiabilité, de perfectionnisme, de niveau d'esthétique, de design, et de luxe... inspirées de l’œuvre de l'artisan d'art ébéniste Art déco Carlo Bugatti (père d'Ettore Bugatti).